# Macedonenii din România

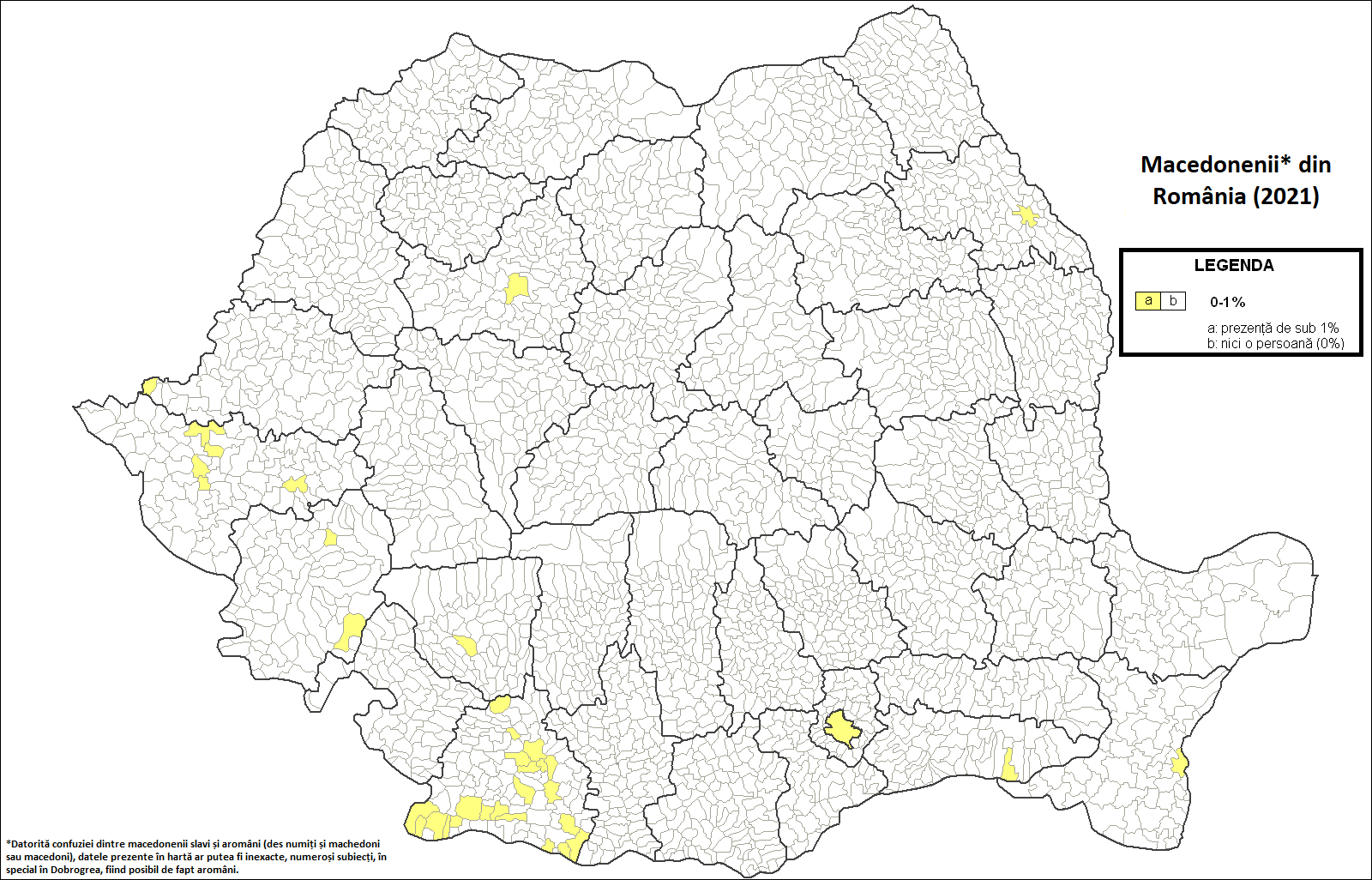
Macedonenii din România din 2021

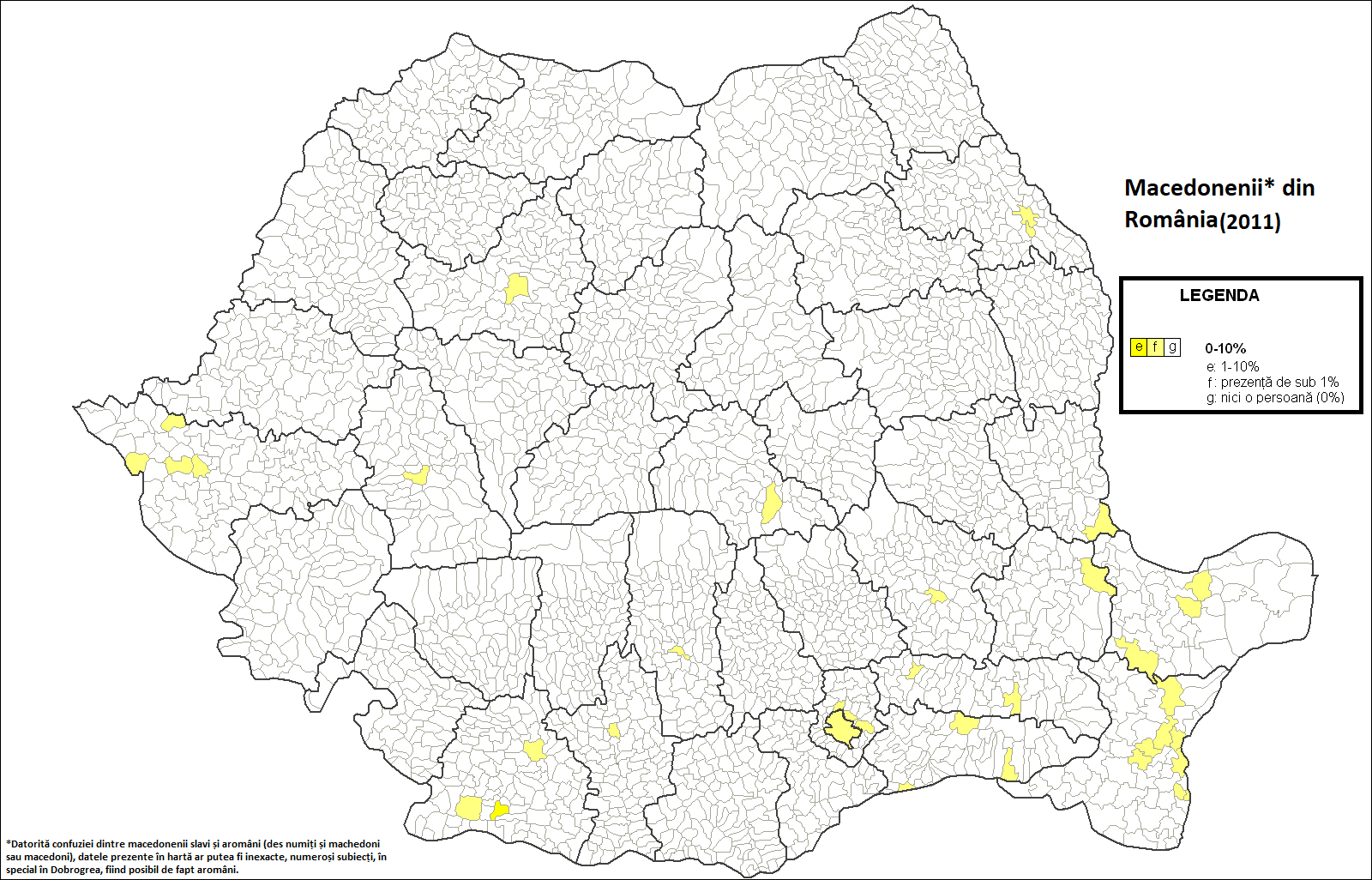
Macedonenii din România din 2011

În România, la recensământul din anul 2021, s-au declarat etnici macedoneni 1.089 de persoane iar 201 persoane au declarat că limba lor maternă este limba macedoneană.
Promovarea și păstrarea tradițiilor etniei macedonene din România sunt realizate de către Asociația Macedonenilor din România. Ziua limbii macedonene în România este sărbătorită pe 8 Decembrie. Județele cu o populație reprezentativă sunt:
| Județul   | Macedoneni (2021) | Procent |
| --------- | ----------------- | ------- |
| Dolj      | 723               | 0,12%   |
| Timiș     | 100               | 0,02%   |
| București | 80                | 0,005%  |
| Constanța | 52                | 0,01%   |

La recensămintele din anii 2002 și 2011 o bună parte a acestor persoane a fost înregistrată în județul Constanța și este posibil ca în realitate să nu fie vorba de etnici macedoneni, ci de aromâni (macedoromâni, macedonoromâni) cărora, în România, li se atribuie uneori denumirile alternative de "macedoni", "machedoni" sau "machidoni", denumiri care sunt foarte apropiate de macedoneni.
De asemenea, trebuie menționat faptul că în perioada interbelică au existat macedoneni din Iugoslavia care au emigrat către marile centre industriale din România, dar aproape toți au revenit în Iugoslavia la scurt timp după instaurarea comunismului în România. După Războiul Civil Grec (1946-1949), câteva mii de macedoneni din nordul Greciei s-au refugiat în România. Cei mai mulți dintre aceștia s-au întors în Grecia în ultimele decenii.